# Áron z Auxerre
Áron z Auxerre († 813, Auxerre) byl v letech 800–813 biskup Auxerre. Katolická církev ho uctívá jako blahoslaveného.

## Život
O Áronově raném životě není nic známo. Roku 800 nastoupil na biskupskou katedru a stal se nástupcem biskupa Maurina. Byl tedy 33. biskupem Auxerre.
Ačkoli Áron zastával službu třináct let, o jeho činnosti je známo jen málo. Ve spisech pozdějších středověkých historiků jsou zmíněny pouze dva významné počiny tohoto biskupa. V roce 800 doprovázel císaře Karla Velikého na cestě do Říma, během níž získal od vládce finanční prostředky na obnovu opatství St. Marien v Auxerre. Na náklady samotného Árona byl zhotoven zlatý baldachýn nad oltářem katedrály a také náhrobek nad relikviemi, které byly v tomto chrámu.
Zemřel 13. února 813. Byl pohřben vedle hrobu svého předchůdce v kostele svatého Gervasia.